# Рейд Карягина (1805)
Поход полковника Карягина 1805 года — поход 17-го егерского полка полковника П. М. Карягина во время русско-персидской войны (1804—1813) против персидской армии.

## Предыстория
14 мая 1805 года был заключён Кюрекчайский договор, согласно которому Карабахское ханство входило в состав России. Однако, пока внимание России было занято войной с французами, персидский Фетх Али-шах решил воспользоваться ситуацией и вернуть себе контроль над территорией Карабаха. Для этого 40-тысячное войско под командованием наследного принца Аббас-Мирзы перешло реку Аракс по Худаферинской переправе. Переправу оборонял батальон 17-го егерского полка под командованием майора Лисаневича, который отступил в Шушу. Не имея существенных сил, князь Павел Дмитриевич Цицианов выслал из Гянджи навстречу неприятелю второй батальон того же полка, под командованием полковника Карягина (493 человека) с обозом и двумя орудиями. Отряд Карягина выдержал нападение 20-тысячной персидской армии и с честью вышел из неравного боя.

## Поход
21 июня (3 июля) 1805 года батальон вышел из Гянджи по направлению к Шуше. Данный путь составлял около 100 км. Спустя три дня (24 июня (6 июля) 1805 года на подступах к Шуше в районе Шахбулага батальон натолкнулся на передовой персидский отряд сардара Пир-Кули-хана, численностью около 3—4 тысяч. Карягин перестроил батальон в каре и продолжил марш, отражая атаку персидской кавалерии.
К вечеру 25 июня (7 июля) 1805 года к персам подтянулись основные силы и Карягину пришлось укрепиться с помощью вагенбурга в районе Аскерана на берегу реки Каркарчай на территории старого татарского кладбища. В результате ожесточённых атак русский отряд понёс значительные потери (197 солдат). В результате обстрелов из фальконетов в строю осталось лишь 150 человек. 26 июня (8 июля) 1805 года отряд поручика Ладинского сделал вылазку, чтобы добыть воду. Также им удалось штыками переколоть батарею персидских артиллеристов. Посланный в ближайшую деревню Храморт за фуражом отряд поручика Лисенко сдался персам. Положение осаждённого отряда становилось критическим: патроны и сухари были на исходе.
29 июня (11 июля) 1805 года было решено тайно покинуть лагерь и внезапно атаковать крепость Шахбулаг. Крепость была взята, однако русский отряд вновь на 13 дней оказался блокированным персидской армией. Армянский проводник Юзбаш помог отправить донесение Цицианову и вернуться обратно. Чтобы выиграть время, Карягин начал вести переговоры о сдаче.
Однако ко времени окончания очередного ультиматума он покинул крепость и, пройдя Касапет, занял 8 июля (20 июля) 1805 года крепость Мухрат, которая лежала в неприступной местности ближе к Гяндже. При переправе через водный поток Тертары отряд понёс небоевые потери. Несколько солдат получили черепно-мозговые травмы во время переправы пушек по импровизированному мосту из солдатских тел и ружей, среди них был и инициатор этой затеи — Гаврила Сидоров.
15 июля князь Цицианов разбил персов, а после соединился в Мардакерте с остатками отряда полковника Карягина.
Карягин получил за этот поход золотую шпагу, все офицеры и солдаты — награды и жалованье, а погибший при переправе пушек Гаврила Сидоров — памятник на полковом плацу в городе Манглиси.

## Галерея
- Памятник героям в Манглиси (бывший памятник Сидорову)
- Адольф Шарлемань. Встреча остатков шефского 17-го егерского полка полковника Карягина с главнокомандующим князем Цициановым, 17 июля 1805 года, село Мардагишти
- Адольф Шарлемань. Рядовой, унтер-офицер и обер-офицер 17-го егерского полка в 1802 году.

На картине Франца Рубо «Живой мост», написанной в 1897 году, егеря изображены в форме, введённой в 1810—1811 годах.